# Campionato mondiale di flag football femminile 2012
Il campionato mondiale di flag football femminile 2012 (in lingua inglese 2012 IFAF Flag Football World Championship), noto anche come Svezia 2012 in quanto disputato in tale Stato, è stata la quinta edizione del campionato mondiale di flag football per squadre nazionali maggiori femminili organizzato dalla IFAF.
Ha avuto inizio il 16 agosto 2012, e si è concluso il 19 agosto 2012 all'Arena Heden di Göteborg.

## Stadi
Distribuzione degli stadi del campionato mondiale di flag football 2012
| Göteborg              |
| --------------------- |
| Arena Heden           |
| 57°42′11″N 11°58′42″E |
| Capacità:             |
| Altitudine:           |
|                       |

## Squadre partecipanti
| Pr. | Squadra     | Data di qualificazione | Qualificata in quanto | Ultima partecipazione |
| --- | ----------- | ---------------------- | --------------------- | --------------------- |
| 1   | Stati Uniti |                        |                       |                       |
| 2   | Austria     |                        |                       |                       |
| 3   | Messico     |                        |                       |                       |
| 4   | Israele     |                        |                       |                       |
| 5   | Giappone    |                        |                       |                       |
| 6   | Germania    |                        |                       |                       |
| 7   | Svezia      |                        |                       |                       |
| 8   | Danimarca   |                        |                       |                       |
| 9   | Francia     |                        |                       |                       |
| 10  | Brasile     |                        |                       |                       |
| 11  | Panama      |                        |                       |                       |
| 12  | Italia      |                        |                       |                       |

## Gironi
| Girone A    | Girone B |
| ----------- | -------- |
| Stati Uniti | Austria  |
| Israele     | Messico  |
| Giappone    | Germania |
| Danimarca   | Svezia   |
| Francia     | Brasile  |
| Italia      | Panama   |

## Risultati

### Fase a gironi

#### Gruppo A
| Squadra     | G | V | N | S | PF  | PS  | DP  |
| ----------- | - | - | - | - | --- | --- | --- |
| Stati Uniti | 5 | 5 | 0 | 0 | 123 | 77  | +46 |
| Francia     | 5 | 4 | 0 | 1 | 161 | 96  | +65 |
| Giappone    | 5 | 3 | 0 | 2 | 84  | 90  | -6  |
| Israele     | 5 | 2 | 0 | 3 | 133 | 98  | +35 |
| Danimarca   | 5 | 1 | 0 | 4 | 64  | 107 | -43 |
| Italia      | 5 | 0 | 0 | 5 | 48  | 145 | -97 |

##### Turno 1
| Göteborg 2012 | Stati Uniti | 33 – 12 | Italia | Arena Heden |

| Göteborg 2012 | Francia | 32 – 7 | Giappone | Arena Heden |

| Göteborg 2012 | Danimarca | 13 – 25 | Israele | Arena Heden |

##### Turno 2
| Göteborg 2012 | Francia | 19 – 25 | Stati Uniti | Arena Heden |

| Göteborg 2012 | Israele | 13 – 14 | Giappone | Arena Heden |

| Göteborg 2012 | Italia | 12 – 13 | Danimarca | Arena Heden |

##### Turno 3
| Göteborg 2012 | Stati Uniti | 20 – 13 | Danimarca | Arena Heden |

| Göteborg 2012 | Giappone | 25 – 6 | Italia | Arena Heden |

| Göteborg 2012 | Israele | 40 – 46 | Francia | Arena Heden |

##### Turno 4
| Göteborg 2012 | Giappone | 19 – 26 | Stati Uniti | Arena Heden |

| Göteborg 2012 | Italia | 6 – 41 | Israele | Arena Heden |

| Göteborg 2012 | Danimarca | 12 – 31 | Francia | Arena Heden |

##### Turno 5
| Göteborg 2012 | Stati Uniti | 19 – 14 | Israele | Arena Heden |

| Göteborg 2012 | Giappone | 19 – 13 | Danimarca | Arena Heden |

| Göteborg 2012 | Francia | 33 – 12 | Italia | Arena Heden |

#### Gruppo B
| Squadra  | G | V | N | S | PF  | PS  | DP   |
| -------- | - | - | - | - | --- | --- | ---- |
| Messico  | 5 | 5 | 0 | 0 | 210 | 105 | +105 |
| Austria  | 5 | 4 | 0 | 1 | 199 | 86  | +113 |
| Svezia   | 5 | 2 | 0 | 3 | 95  | 155 | -60  |
| Germania | 5 | 2 | 0 | 3 | 152 | 135 | +17  |
| Brasile  | 5 | 1 | 0 | 4 | 78  | 198 | -120 |
| Panama   | 5 | 1 | 0 | 4 | 71  | 126 | -55  |

##### Turno 1
| Göteborg 2012 | Austria | 33 – 6 | Panama | Arena Heden |

| Göteborg 2012 | Brasile | 6 – 56 | Germania | Arena Heden |

| Göteborg 2012 | Svezia | 19 – 41 | Messico | Arena Heden |

##### Turno 2
| Göteborg 2012 | Brasile | 6 – 49 | Austria | Arena Heden |

| Göteborg 2012 | Messico | 39 – 32 | Germania | Arena Heden |

| Göteborg 2012 | Panama | 25 – 6 | Svezia | Arena Heden |

##### Turno 3
| Göteborg 2012 | Austria | 38 – 6 | Svezia | Arena Heden |

| Göteborg 2012 | Germania | 25 – 18 | Panama | Arena Heden |

| Göteborg 2012 | Messico | 48 – 6 | Brasile | Arena Heden |

##### Turno 4
| Göteborg 2012 | Germania | 14 – 39 | Austria | Arena Heden |

| Göteborg 2012 | Panama | 8 – 28 | Messico | Arena Heden |

| Göteborg 2012 | Svezia | 31 – 26 | Brasile | Arena Heden |

##### Turno 5
| Göteborg 2012 | Austria | 40 – 54 | Messico | Arena Heden |

| Göteborg 2012 | Germania | 25 – 33 | Svezia | Arena Heden |

| Göteborg 2012 | Brasile | 34 – 14 | Panama | Arena Heden |

### Playoff

#### Round robin 9º-12º posto

##### Turno 1
| Göteborg 2012 | Danimarca | 25 – 12 | Brasile | Arena Heden |

| Göteborg 2012 | Panama | 6 – 14 | Italia | Arena Heden |

##### Turno 2
| Göteborg 2012 | Italia | 13 – 26 | Danimarca | Arena Heden |

| Göteborg 2012 | Brasile | 13 – 21 | Panama | Arena Heden |

##### Turno 3
| Göteborg 2012 | Danimarca | 19 – 13 | Panama | Arena Heden |

| Göteborg 2012 | Brasile | 6 – 6 | Italia | Arena Heden |

#### Round robin 5º-8º posto
| Göteborg 2012 | Giappone | 12 – 6 | Germania | Arena Heden |

| Göteborg 2012 | Israele | 13 – 14 | Giappone | Arena Heden |

| Göteborg 2012 | Germania | 32 – 19 | Svezia | Arena Heden |

| Göteborg 2012 | Giappone | 24 – 21 | Svezia | Arena Heden |

| Göteborg 19 agosto 2012, ore 7:00 | Svezia | 12 – 34 | Israele | Arena Heden |

| Göteborg 19 agosto 2012, ore 8:15 | Germania | 6 – 49 | Israele | Arena Heden |

#### Semifinali e finali
|  | Semifinali  | Semifinali  | Semifinali |         |             | Finale          | Finale          | Finale          |  |
|  |             |             |            |         |             |                 |                 |                 |  |
|  | Stati Uniti | Stati Uniti | 32         |         |             |                 |                 |                 |  |
|  | Stati Uniti | Stati Uniti | 32         |         |             |                 |                 |                 |  |
|  | Austria     | Austria     | 27         |         |             |                 |                 |                 |  |
|  | Austria     | Austria     | 27         |         | Stati Uniti | Stati Uniti     | 32              |                 |  |
|  |             |             |            |         | Stati Uniti | Stati Uniti     | 32              |                 |  |
|  |             |             | Messico    | Messico | 33 o.t.     |                 |                 |                 |  |
|  | Messico     | Messico     | Messico    | Messico | 33 o.t.     | 40              |                 |                 |  |
|  | Messico     | Messico     |            |         |             | 40              |                 |                 |  |
|  | Francia     | Francia     | 14         |         |             | Finale 3º posto | Finale 3º posto | Finale 3º posto |  |
|  | Francia     | Francia     | 14         |         |             |                 |                 |                 |  |
|  |             |             |            |         |             |                 |                 |                 |  |
|  |             |             |            |         |             | Austria         | Austria         | 27              |  |
|  |             |             |            |         |             | Austria         | Austria         | 27              |  |
|  |             |             |            |         |             | Francia         | Francia         | 39              |  |

##### Semifinali
| Göteborg 19 agosto 2012, ore 9:30 | Stati Uniti | 32 – 27 | Austria | Arena Heden |

| Göteborg 19 agosto 2012, ore 9:30 | Messico | 40 – 14 | Francia | Arena Heden |

##### Finale per il 3º posto
| Göteborg 19 agosto 2012, ore 12:00 | Austria | 27 – 39 | Francia | Arena Heden |

##### Finale
| Göteborg 19 agosto 2012, ore 13:30 | Stati Uniti | 32 – 33 o.t. | Messico | Arena Heden |

## Campione
| Campione del Mondo 2012 Messico (3º titolo) |

## Classifica finale
| Squadra     | G | V | N | S | PF  | PS  | DP   |
| ----------- | - | - | - | - | --- | --- | ---- |
| Messico     | 7 | 7 | 0 | 0 | 283 | 151 | +132 |
| Stati Uniti | 7 | 6 | 0 | 1 | 187 | 137 | +50  |
| Francia     | 7 | 5 | 0 | 2 | 214 | 163 | +51  |
| Austria     | 7 | 4 | 0 | 3 | 253 | 157 | +96  |
| Giappone    | 8 | 6 | 0 | 2 | 134 | 120 | +14  |
| Israele     | 8 | 4 | 0 | 4 | 230 | 130 | +100 |
| Germania    | 8 | 3 | 0 | 5 | 196 | 215 | -19  |
| Svezia      | 8 | 2 | 0 | 6 | 147 | 245 | -98  |
| Danimarca   | 8 | 4 | 0 | 4 | 134 | 143 | -9   |
| Italia      | 8 | 1 | 1 | 6 | 71  | 183 | -112 |
| Panama      | 8 | 2 | 0 | 6 | 111 | 172 | -61  |
| Brasile     | 8 | 1 | 1 | 6 | 109 | 251 | -142 |

## MVP
Sandra Romero,  Messico

## All-Tournament Team

### Attacco
| Numero       | Nome               | Nazionale   |
| ------------ | ------------------ | ----------- |
| Primo team   |                    |             |
| 33           | Sandra Romero      | Messico     |
| 21           | Sandra Vila        | Messico     |
| 20           | Rusty Sowers       | Stati Uniti |
| 7            | Amanda Haeg        | Stati Uniti |
| 23           | Marie Michelitsch  | Austria     |
| Secondo team |                    |             |
| 10           | Saskia Stribrny    | Austria     |
| 85           | Ida Jakobsen       | Danimarca   |
| 82           | Jeannette Beastoch | Germania    |
| 7            | Yael Freedman      | Israele     |
| 24           | Daisuke Akatsuka   | Giappone    |

### Difesa
| Numero       | Nome                     | Nazionale   |
| ------------ | ------------------------ | ----------- |
| Primo team   |                          |             |
| 19           | Elisa DeSantis Bonneteau | Francia     |
| 23           | Georgina Legorreta       | Messico     |
| 80           | Chante Bonds             | Stati Uniti |
| 3            | Charlotte Janda          | Austria     |
| 7            | Lilia Priego             | Messico     |
| Secondo team |                          |             |
| 43           | Annesofie Thorup Olesen  | Danimarca   |
| 21           | Tadasuke Hosokawa        | Giappone    |
| 56           | Lialch Bendavid          | Israele     |
| 8            | Sharon Vasquez           | Stati Uniti |
| 7            | Julia Lutz               | Germania    |